# Голубицька сільська рада (Бродівський район)
Голубицька сільська рада — орган місцевого самоврядування у Бродівському районі Львівської області. Адміністративний центр — село Голубиця.

## Загальні відомості
Голубицька сільська рада утворена в 1939 році.

## Населені пункти
Сільській раді підпорядковані населені пункти:
- с. Голубиця
- с. Жарків

## Склад ради
Рада складається з 16 депутатів та голови.

### Керівний склад ради
| ПІБ                      | Основні відомості                                                                                            | Дата обрання | Дата звільнення |
| ------------------------ | --- | ------------ | --------------- |
| Сорока Леонід Григорович | Сільський голова, 1968 року народження, член Всеукраїнського об'єднання «Батьківщина»                        | 26.03.2006   | 31.10.2010      |
| Крутяк Любов Степанівна  | Сільський голова, 1960 року народження, освіта середня спеціальна, член Всеукраїнського об'єднання «Свобода» | 31.10.2010   |                 |

Примітка: таблиця складена за даними джерела